# Soli Deo gloria
Soli Deo gloria (в переводе с лат. — «только Богу слава») — протестантская теологическая доктрина, которая заключается в том, что человек должен почитать и поклоняться только Богу, так как спасение даруется только и единственно через Его волю и действия, не только дар искупления Иисуса Христа на кресте, но также дар веры в это искупление, созданной в сердцах верующих Святым Духом. Протестанты верят, что человеческие существа, даже святые, недостойны почитания и поклонения.

## Цитаты
Итак, едите ли, пьёте ли, или иное что делаете, всё делайте во славу Божию.
— 1Кор. 10:31

Говорит ли кто, говори как слова Божии; служит ли кто, служи по силе, какую даёт Бог, дабы во всём прославлялся Бог через Иисуса Христа, Которому слава и держава во веки веков.
— 1Петр. 4:11

и соделавшему нас царями и священниками Богу и Отцу Своему, слава и держава во веки веков, аминь
— Откр. 1:6

Ибо всё из Него, Им и к Нему. Ему слава во веки, аминь.
— Рим. 11:36

## В массовой культуре
Встречается в конце титров в фильме Восставший из ада 5: Инферно.